# Сумбанцы
Сумбанцы — народ в Индонезии. Численностью в 500 тысяч человек, проживает на острове Сумба Малого Зондского архипелага. Являются коренным населением этого острова. Язык — восточно-сумбанский диалектный континуум (камбера); на западе острова распространены несколько близкородственных языков (коди, веджева, ламбоя и др.), взаимопонимание между которымы, однако, отсутствует. Традиционны земледелие и скотоводство, особое место занимают коневодство и разведение буйволов. Сумбанцы известны ткачеством. Традиционно поселение кучевого типа. Дома свайные, каркасно-столбовые. Общество делится на несколько слоёв — аристократия, общинники и пришлые. Сумбанцы — христиане, в основном протестанты, и в меньшей части католики. Христианство было принесено на Субму ещё в колониальный период, но фактически массовый переход в христианство населения произошёл уже после обретения Индонезией независимости и присоединения к ней острова. Мусульмане-сунниты представлены переселенцами с других островов. Также сохранились традиционные верования марапу (почитание и взаимодействие с духами умерших), а также вера в божество Вулла-Ладдо (Месяц-Солнце).